# Geografía de la Unión Soviética

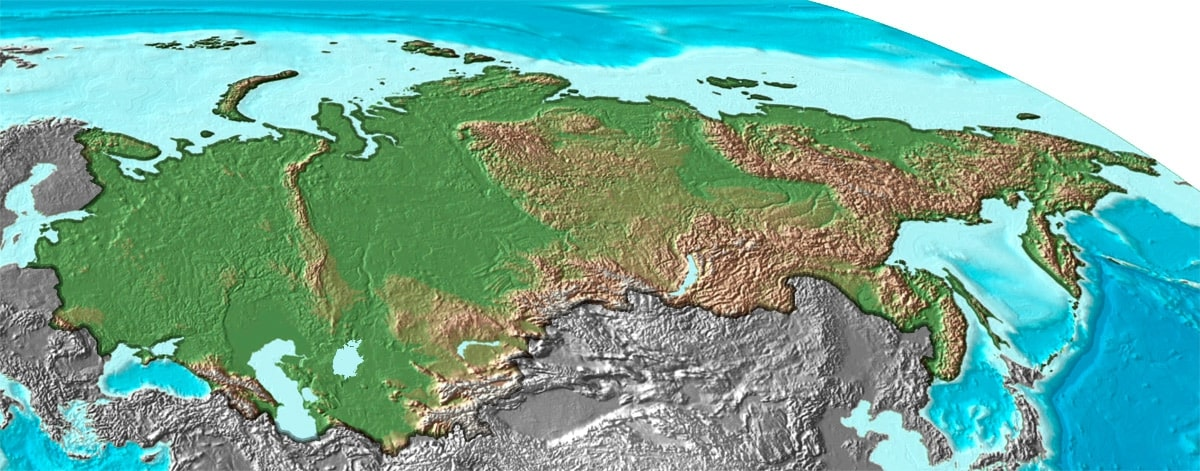
Mapa físico de la Unión Soviética

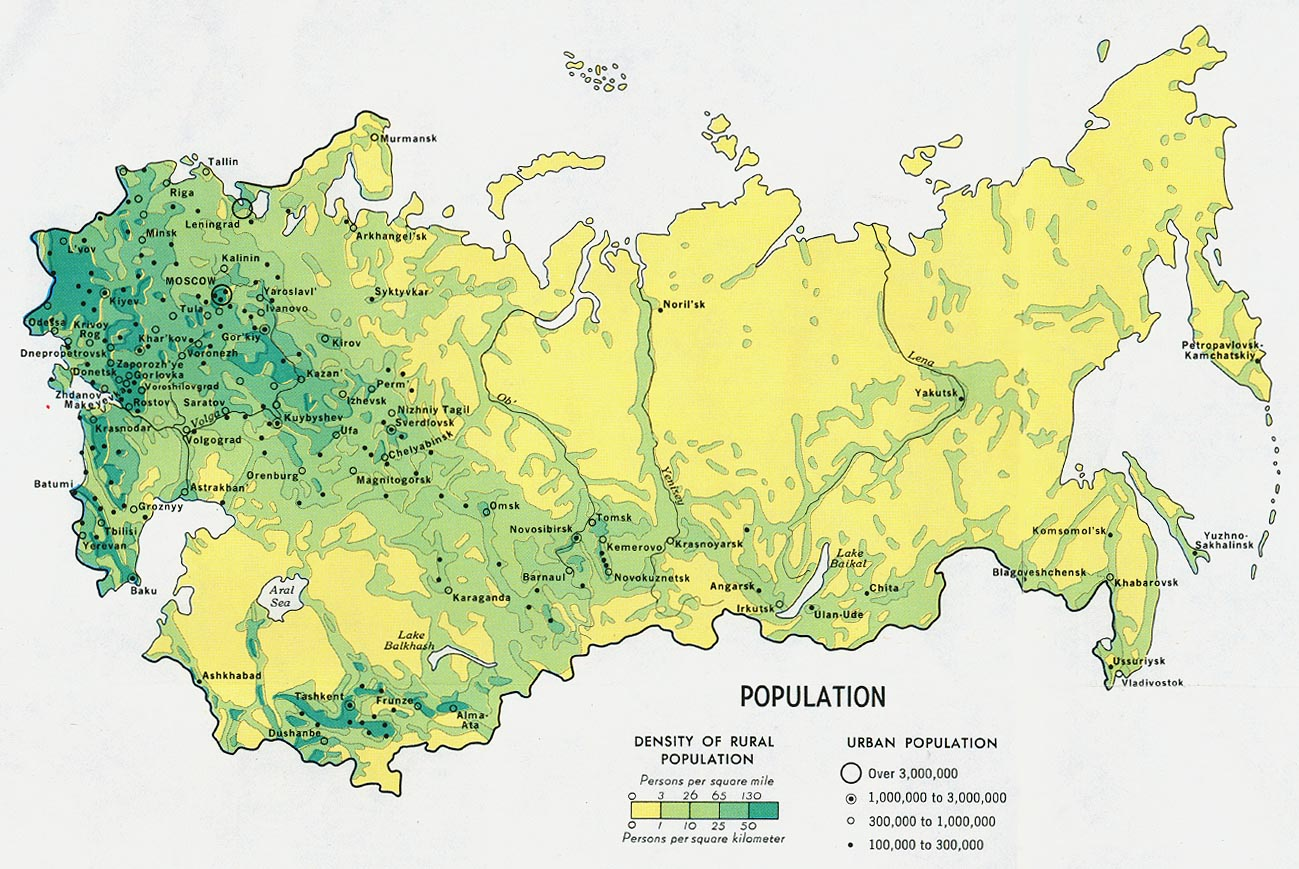
Distribución de la población soviética en 1974

La antigua Unión Soviética se encontraba entre las latitudes media y norte del hemisferio norte. Su tamaño era más del doble de la superficie de los Estados Unidos de América. Era un país de tamaño continental ligeramente inferior en superficie a toda América del Norte; a pesar de su tamaño, su pico de población se situó en algo más de 290 millones de habitantes por lo que su densidad de población era bastante reducida con sólo 13 habitantes por kilómetro cuadrado, superando sólo a países como Arabia Saudí (12,8 habitantes por kilómetro cuadrado).
A diferencia de cualquier otra nación industrializada perteneciente al G-7, una parte importante de su geografía y su clima eran de tipo ártico, pues 3/4 partes del total de su superficie se encontraban al norte del paralelo 50. En general prácticamente todo su territorio se encontraba más cerca del Polo Norte que del Ecuador. Sólo países como Canadá, Islandia o Noruega se encuentran tan al norte como se encontraba la URSS.
Sus 22 402 200 kilómetros cuadrados de superficie representaban una sexta parte de la superficie terrestre del planeta. Su porción occidental, que abarcaba aproximadamente un 25 % de toda Europa, era donde se concentraba una gran mayoría de la población (alrededor de un 72 %) y donde se localizaban las mayores ciudades y centros industriales y agrícolas.
Las fronteras soviéticas eran las más extensas del mundo pues se extendían a lo largo de 62 710 kilómetros. La URSS medía unos 10 000 kilómetros desde Kaliningrado, en la bahía de Gdansk, hasta Vladivostok. Muchos de sus territorios eran lugares inhóspitos y deshabitados. La extensión continental de Estados Unidos cabría fácilmente entre los límites norte y sur de la Unión.
El país tenía frontera con doce países, seis de ellos en Europa y la otra mitad en Asia. En Europa los países colindantes eran Rumanía, Hungría, Checoslovaquia, Polonia, Noruega y Finlandia. En Asia eran Corea del Norte —República Popular Democrática de Corea—, China, Mongolia, Afganistán, Irán y Turquía. Sin contar los 86 kilómetros del estrecho de Bering se podría contar un decimotercero : Estados Unidos, pues Alaska, uno de sus estados, había sido vendido por el Imperio Ruso el 30 de marzo de 1867 por 7,2 millones de $, (equivaldría a 91 millones de $ en el año 2005).
Las costas soviéticas eran bañadas por doce mares y océanos diferentes. Más de dos tercios de las fronteras eran límites costeros y una gran mayoría era por encima del círculo polar ártico. Con la importante excepción del puerto y la ciudad de Murmansk, toda la costa norte permanecía helada durante diez meses al año, por lo que el acceso a los océanos era difícil y costoso.
La geografía interna estaba llena de superlativos. Poseía algunos de los ríos más largos y caudalosos del mundo, el pico más alto de Europa, amplias mesetas, zonas escarpadas o con abundantes accidentes geográficos, desiertos, humedales, llanuras y los bosques más extensos del mundo (tundra).